# Pierre Bellet
Pierre Auguste Bellet (n. 1865, Galați – d. 1924) a fost un pictor român.

## Picturi

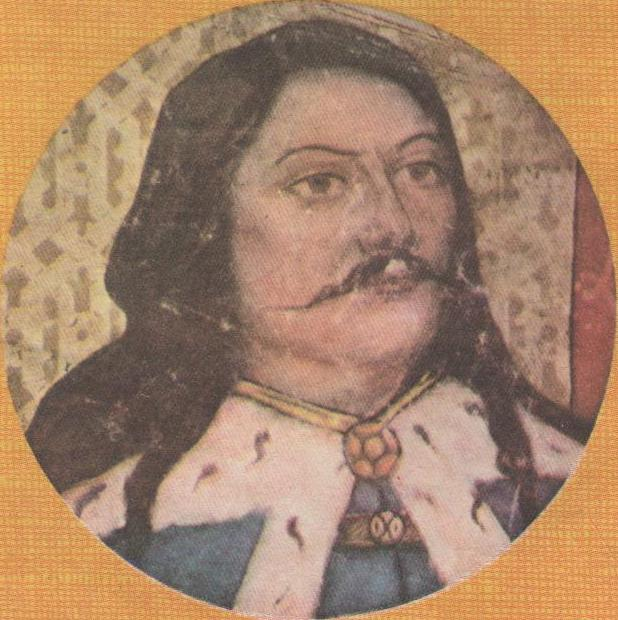
Bogdan I
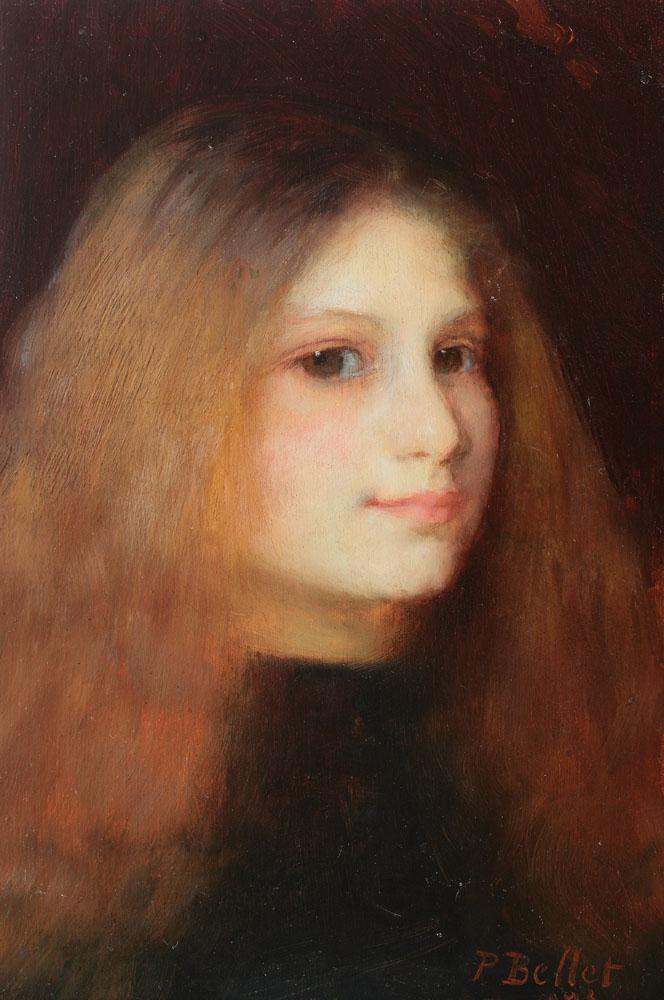
Portret de fată
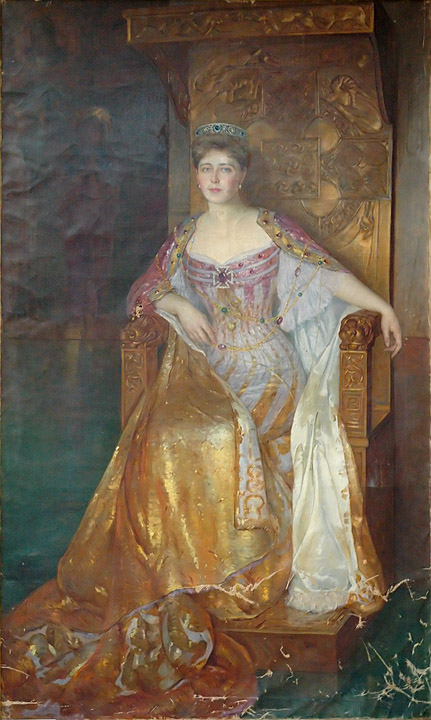
Regina Maria a României
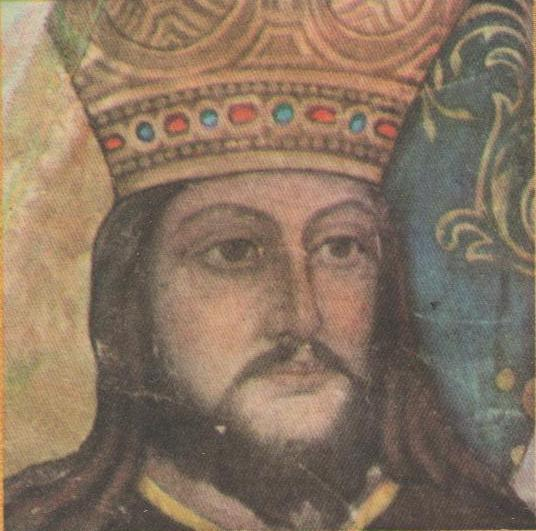
Negru Vodă